# Imaculado Coração de Maria (Funchal)
Imaculado Coração de Maria é uma freguesia portuguesa do município do Funchal, com 1,35 km² de área e 5627 habitantes (censo de 2021). A sua densidade populacional é 4 168,1 hab./km².
A freguesia de Imaculado Coração de Maria tem uma escola (Escola Básica dos 2.º e 3.º Ciclos de Bartolomeu Perestrelo) que lecciona do 5.º ao 9.º Ano de Escolaridade, um liceu (Escola da APEL) onde é ministrado o Ensino Secundário, um pavilhão desportivo (parte integrante da Escola), uma igreja e uma praça.
A freguesia foi criada pelo decreto lei nº 40.421, de 6 de dezembro de 1955, com lugares das freguesias de Santa Luzia e Monte.

## Demografia
A população registada nos censos foi:
| Distribuição da População por Grupos Etários | Distribuição da População por Grupos Etários | Distribuição da População por Grupos Etários | Distribuição da População por Grupos Etários | Distribuição da População por Grupos Etários |
| -------------------------------------------- | -------------------------------------------- | -------------------------------------------- | -------------------------------------------- | -------------------------------------------- |
| Ano                                          | 0-14 Anos                                    | 15-24 Anos                                   | 25-64 Anos                                   | > 65 Anos                                    |
| 2001                                         | 1054                                         | 971                                          | 3795                                         | 1131                                         |
| 2011                                         | 706                                          | 713                                          | 3510                                         | 1278                                         |
| 2021                                         | 607                                          | 555                                          | 3007                                         | 1458                                         |

## Geminações
Imaculado Coração de Maria possui as seguintes freguesias-gémeas:
- Nossa Senhora da Conceição, Angra do Heroísmo, Açores
- Coração de Jesus, Viseu
- Coração de Jesus, Lisboa